# Либш, Юрий
Юрий Либш, немецкий вариант — Георг Либш (в.-луж.  Jurij Libš, нем. Georg Liebsch, 17 ноября 1857 года, деревня Милочицы, Лужица, Королевство Саксония — 29 марта 1927 года, Будишин, Лужица, Германия) — католический священник, лужицкий писатель, переводчик и филолог.

## Биография
Окончился с перерывом в Лужицкой семинарии (1873—1879; 1881—1883) и Малостранскую гимназию (1873—1879) в Праге. Будучи студентом в Праге принимал активное участие в деятельности серболужицкого студенческого братства «Сербовка». Был председателем этой организации (1877—1883). В 1875 году вступил в культурно-просветительскую организацию «Матица сербская». В 1879—1880 годах проходил военную службу в Баутцене.
В 1884 году был рукоположен в священники. Служил в католических приходах в Ральбицах (1884), Дрездене (1885—1888), Зайтендорфе (1888—1889), Баутцене (1889—1893), Бачоне (1893—1910). В 1910 году вышел на пенсию. До 1917 года проживал в Житаве и до 1927 года — в Баутцене.
Заниматься литературной деятельность начал студентом в Праге. В 1890 году опубликовал свои первые переводы с чешского языка в газете «Serbske Nowiny». В 1884 году опубликовал в Баутцене лингвистическое сочинение на немецком языке «Syntax der wendischen Sprache in der Oberlausitz».
Похоронен около храма Пресвятого Сердца Иисуса в деревне Бачонь, коммуна Гёда.